# Station Hamburg Mittlerer Landweg
Station Hamburg Mittlerer Landweg (Haltepunkt Hamburg Mittlerer Landweg, kort: Haltepunkt Mittlerer Landweg) is een spoorwegstation in het stadsdeel Billwerder van de Duitse stad Hamburg. Het station is onderdeel van de S-Bahn van Hamburg aan de spoorlijn Hamburg Hauptbahnhof - Aumühle.

## Geschiedenis
Station Mittlerer werd op 7 mei 1842 als halte van de Hamburg-Bergedorfer Eisenbahn geopend. Vanaf de elektrificatie van de lijn met een derde rail in 1958 is het station onderdeel geworden van de S-Bahn van Hamburg.

## Indeling
Het station telt één eilandperron met twee perronsporen. Langs het station lopen sporen van de doorgaande spoorlijn Berlijn - Hamburg. De perrons zijn te bereiken via een trap en lift vanaf de gelijknamige straat Mittlerer Landweg. Het perron is sober ingericht met een aantal abri's op het station.

## S-Bahnlijnen
De volgende S-Bahnlijn doet het station Mittlerer Landweg aan:
| Serie | Treinsoort        | Route                                                                                    | Bijzonderheden |
| ----- | ----------------- | ---------------------------------------------------------------------------------------- | -------------- |
|       | S-Bahn (DB Regio) | Altona – Dammtor – Hauptbahnhof – Berliner Tor – Mittlerer Landweg – Bergedorf – Aumühle |                |